# AK-103
AK103（ロシア語: 7,62 мм автомат Калашникова образца 1974 года АК103、「7.62mmカラシニコフ自動小銃1974年式 AK103」の意）(GRAU：6P45)は、ロシアで設計されたアサルトライフルである。AK100シリーズは、輸出向けに造られたAK74Mの口径変更型および短銃身型である。

## 概要
弾薬は7.62x39mm弾を使用する。AKMなどの旧世代のAKシリーズとは異なり、木製部品や一部の金属部品をプラスチックに変更している。レシーバー左側面にドブテイルのサイドレールを備えており、対応したさまざま照準器を取り付けることができ、ハンドガード下部にはGP-25、GP-30、GP-30Mなどのグレネードランチャーや6Ch65などのサプレッサーも装備できる。

## 設計
AKMとの相違点は、90度のガス導入孔・AK74型のフロントサイトやマズルブレーキ、ポリアミド樹脂で構成された30発マガジン（AKM互換）やハンドガードなどである。
AK104はAK103のカービンモデル（銃身長314 mm）であり、AK74Mに対するAK105と同様の立ち位置にある。こちらも同様に使用弾薬は7.62x39mm弾である。

## バリエーション

### AK103-1
AK103-1（ロシア語: 7,62 мм автомат Калашникова образца 1974 года АК103-1、「7.62mmカラシニコフ自動小銃1974年式 AK103-1」の意）(GRAU：6P45-01)は、AK103のセミオートオンリー仕様。法執行機関や治安機関向けに開発された。

### AK103-2
AK103-2（ロシア語: 7,62 мм автомат Калашникова образца 1974 года АК103-2、「7.62mmカラシニコフ自動小銃1974年式 AK103-2」の意）(GRAU：6P45-02)は、AK103に3点バーストカットオフ機構を追加し、3点バーストとフルオート、セミオートで射撃できるモデルで、1999年に開発された。3点バースト射撃の途中(1発または2発の発射後)でトリガーから指を離しても、次の射撃では再び3点バースト射撃が可能となっている。

### AK103-3
AK103-3は、ロシアの歩兵近代化計画のラトニク計画に提出されたAK103の近代化仕様。サイドレールだけではなく上下と左右にピカティニーレールを備え、銃床は折り畳めるだけのものから、長さが調整できるものに変更されている。

### AK203
AK203は、AK103にKM-AK近代化キット(GRAU：6Ch63)を予め組み込んだ状態で生産されているモデル。旧名称AK103M。AR-15タイプの伸縮折りたたみが可能の銃床と、より人間工学に対応したグリップ、ピカティニー・レールを上部に備えヒンジ式となったレシーバーカバー、ピカティニー・レールを4面に備えたハンドガード、新型のフラッシュサプレッサー、グリップを保持したまま操作できるセレクター等を備えている。また、各所へのピカティニー・レール装備により、AK100シリーズで標準装備されていたレシーバー左側面のサイドレールは削除されている。

### TG2

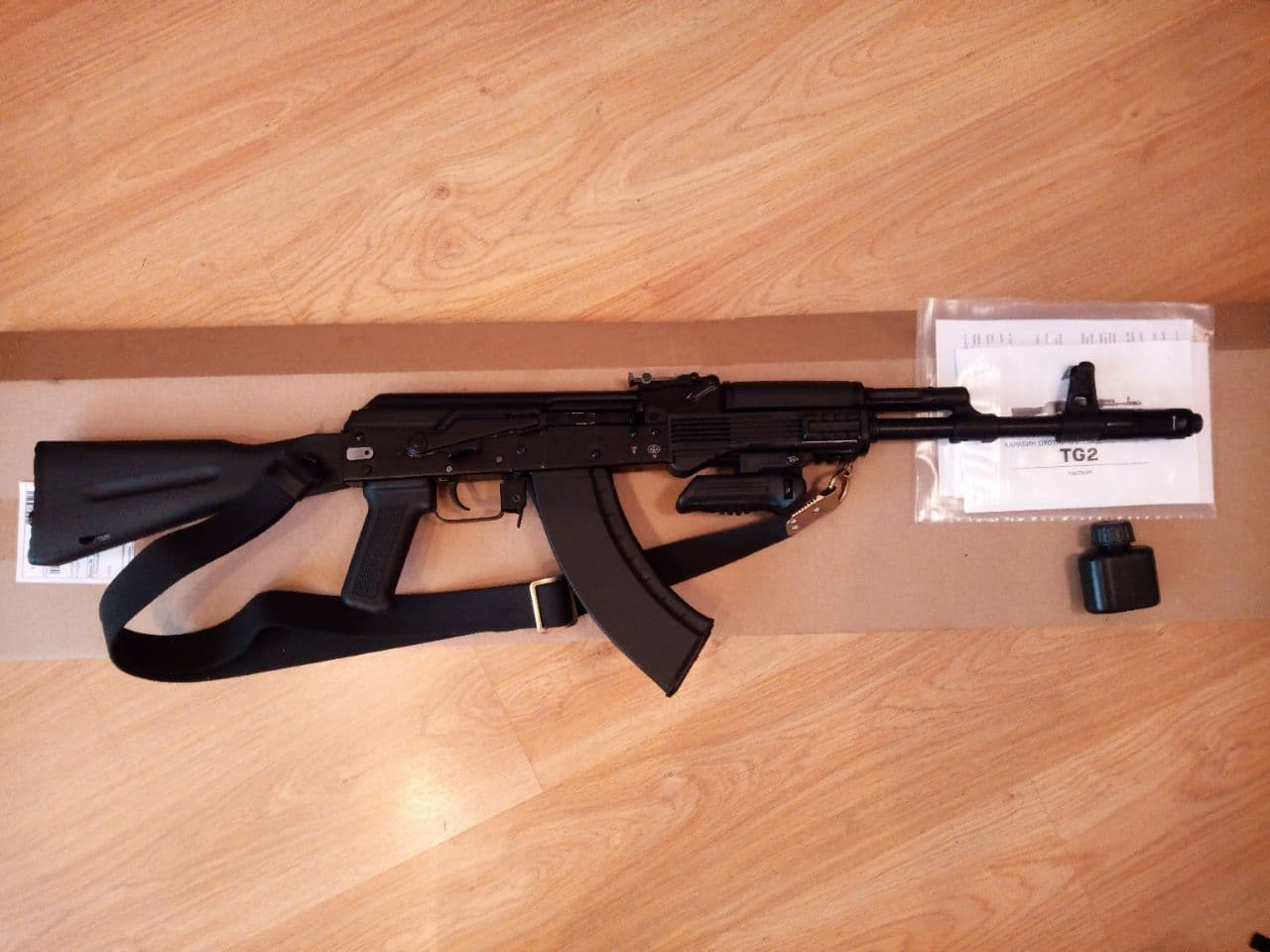
TG2

TG2はロシアのカラシニコフ・コンツェルンによって開発された民間向け小銃。ロシア銃規制に合わせ、浅いライフリングでも射撃できる366 TKMという弾薬に適合している。

### TG2S
TG2SはTG2のカービン仕様で、TG2同様の仕様と短縮された銃身を備えている。

### AK104

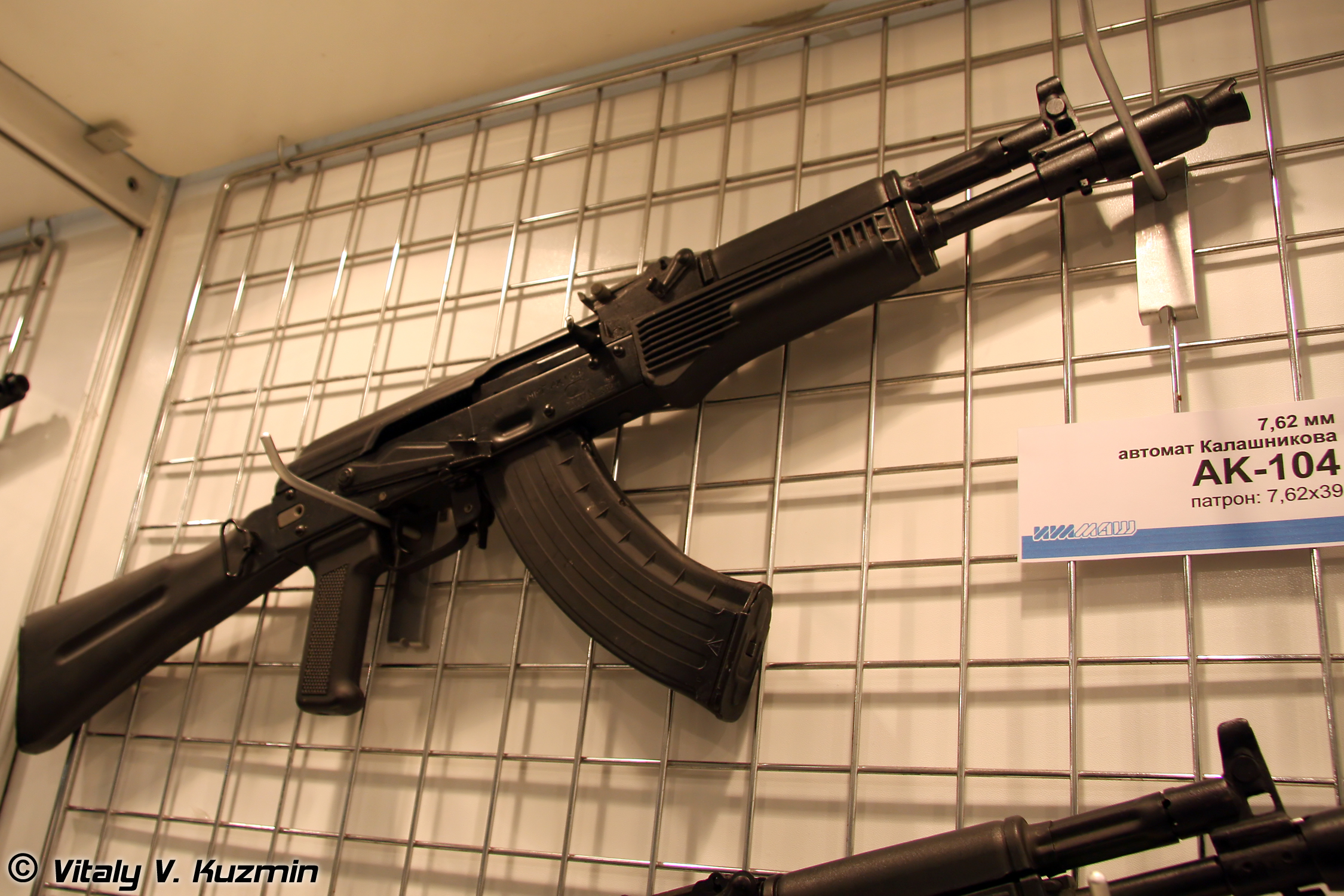
AK104

AK104（ロシア語: 7,62 мм автомат Калашникова образца 1974 года малогабаритный АК104、「7.62mm小型カラシニコフ自動小銃1974年式 AK104」の意）(GRAU：6P46)は、314 mmに短縮された銃身を備えたAK103のカービン仕様である。ガスブロックと一体化したフロントサイト、AKS74Uと似たフラッシュサプレッサーを取り付けており、AK103と同じく輸出用として開発されている。

### AK104-1
AK104-1（ロシア語: 7,62 мм автомат Калашникова образца 1974 года малогабаритный АК104-1、「7.62mm小型カラシニコフ自動小銃1974年式 AK104-1」の意）(GRAU：6P46-01)は、AK104のセミオートオンリー仕様。法執行機関や治安機関向けに開発された。

### AK104-2
AK104-2（ロシア語: 7,62 мм автомат Калашникова образца 1974 года малогабаритный АК104-2、「7.62mm小型カラシニコフ自動小銃1974年式 AK104-2」の意）(GRAU：6P46-02)は、AK104に3点バーストカットオフ機構を追加し、3点バーストとフルオート、セミオートで射撃できるAK103-2と同様の仕様のモデルで、1999年に開発された。

### AK204
AK204は、AK203のカービン仕様、あるいはAK104にKM-AK近代化キットを予め組み込んだ状態で生産されているモデル。旧名称AK104M。

## 運用国
アルジェリア
Parachute Commando Regimentsが使用。
 アルメニア
2020年7月よりライセンス生産を開始。
 エチオピア
Gafat Armament Engineering Complexが生産している。エチオピア陸軍においてAKMを補填する。
 インド
ロシアのイジェフスク機械製作工場がインドの兵器製造者にライセンスを与えて生産している。
 イラン
数量は不明ながら、イラン国軍の特殊部隊、海兵隊、イスラム革命防衛隊の特殊部隊が使用。2016年8月にイランに出荷されたと焙じられている。IRGCがAK103を使用との報道あり。
 リビア
カダフィ政権時代に反カダフィ勢力が用いていたのがいくつかの写真で見られる。
 ナミビア
Namibian Marine Corpsが使用。
 パキスタン
"PK-21"の名称でPakistan Ordnance Factoryがライセンス生産。使用中のTYPE-56を代替。
 パレスチナ
the Izz ad-Din al-Qassam Brigadesが使用。
 サウジアラビア
Royal Saudi Land Forcesの空挺部隊と特殊治安部隊が使用。2017年にライセンス生産権が供与された。
 シリア
警察が使用。
 ベネズエラ
2005年5月にベネズエラ国防省は、ロシアのRosoboronexport社に100,000丁のAK103および弾薬を国内生産するための製作機械と技術を共に購入する意向を示した。ベネズエラに船で第1陣の30,000丁が届いたのは2006年6月3日のことだった。第2陣の32,000丁は8月30日、最後の第3陣は2006年11月29日である。これらのAK103は、1953年に購入・国内生産したおよそ60,000丁のベルギー製FN FALを代替するために購入された。マラカイにあるAK103の製造工場は現在稼動しており、年間50,000丁の生産能力を有する。
 ベトナム
ベトナム軍においてAK103は限定的に使用されていたが、AKMを自国で近代化したSTL-1Aが一般的に使用されており、さらに近代化されたSTL-1Bの生産が予定されている。
 ロシア
警察の特殊部隊と軍の一部の特殊部隊が運用している。

## 画像

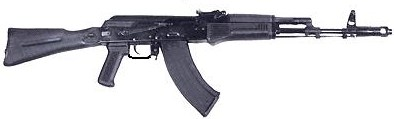
AK103
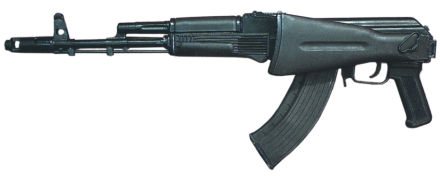
ストックを折りたたんだAK103
AK103を再装填するモルディブ海兵隊員
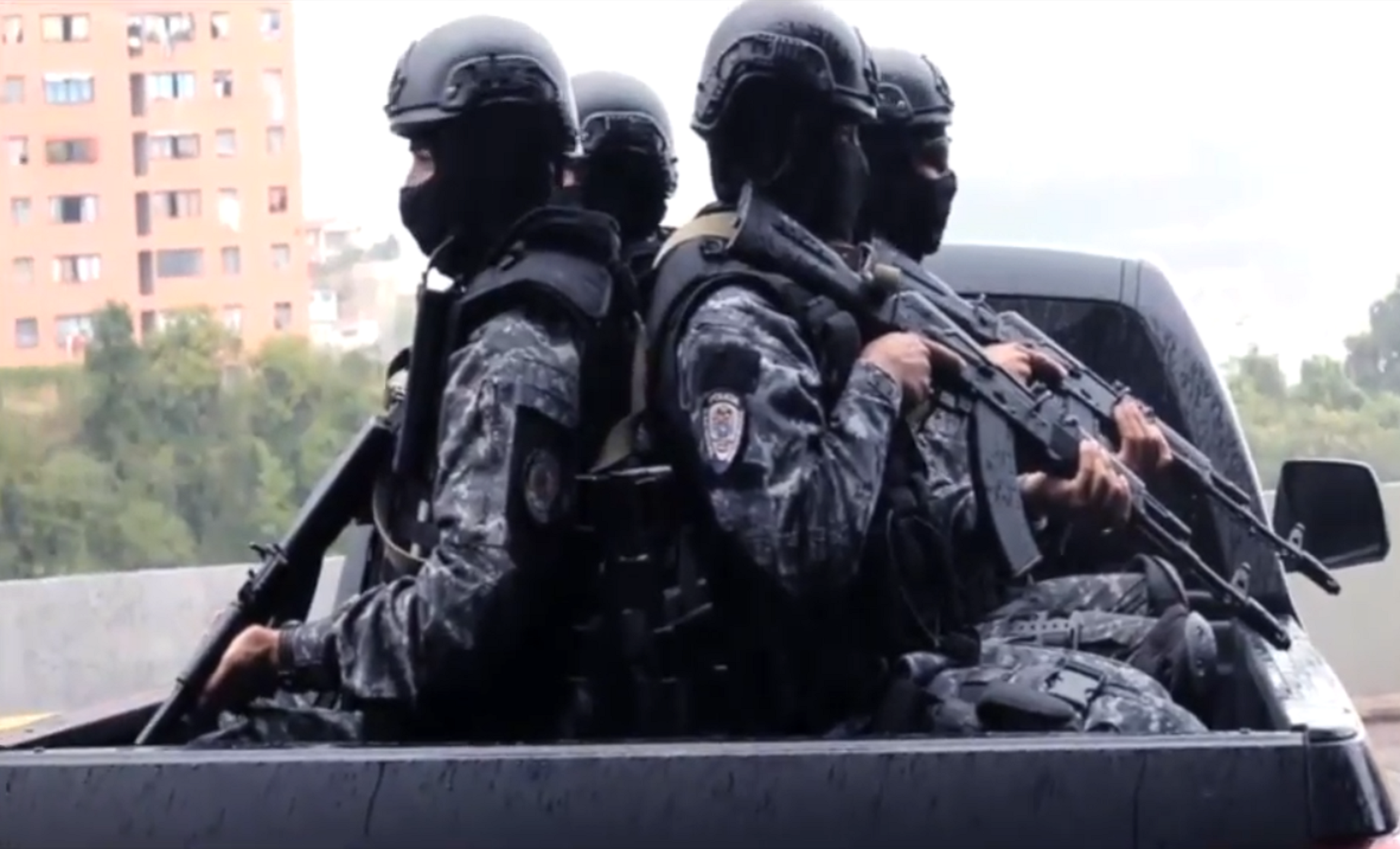
AK103を保持するベネズエラ警察FAES隊員
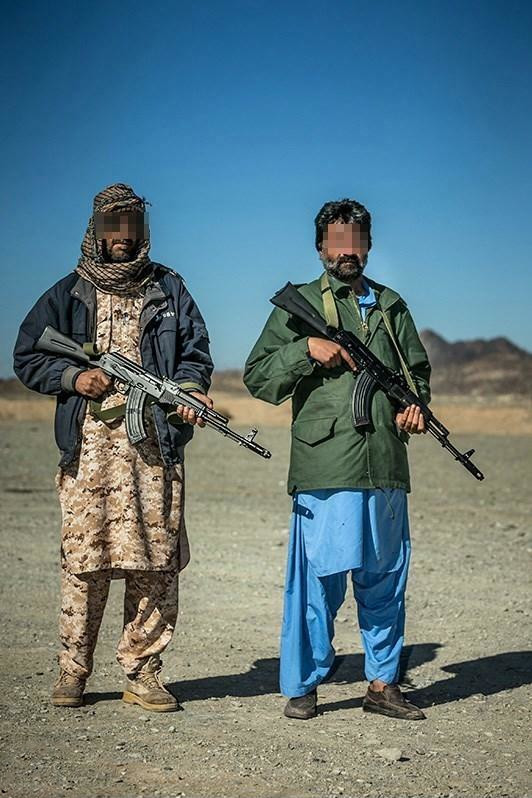
AK103を保持するイスラム革命防衛隊
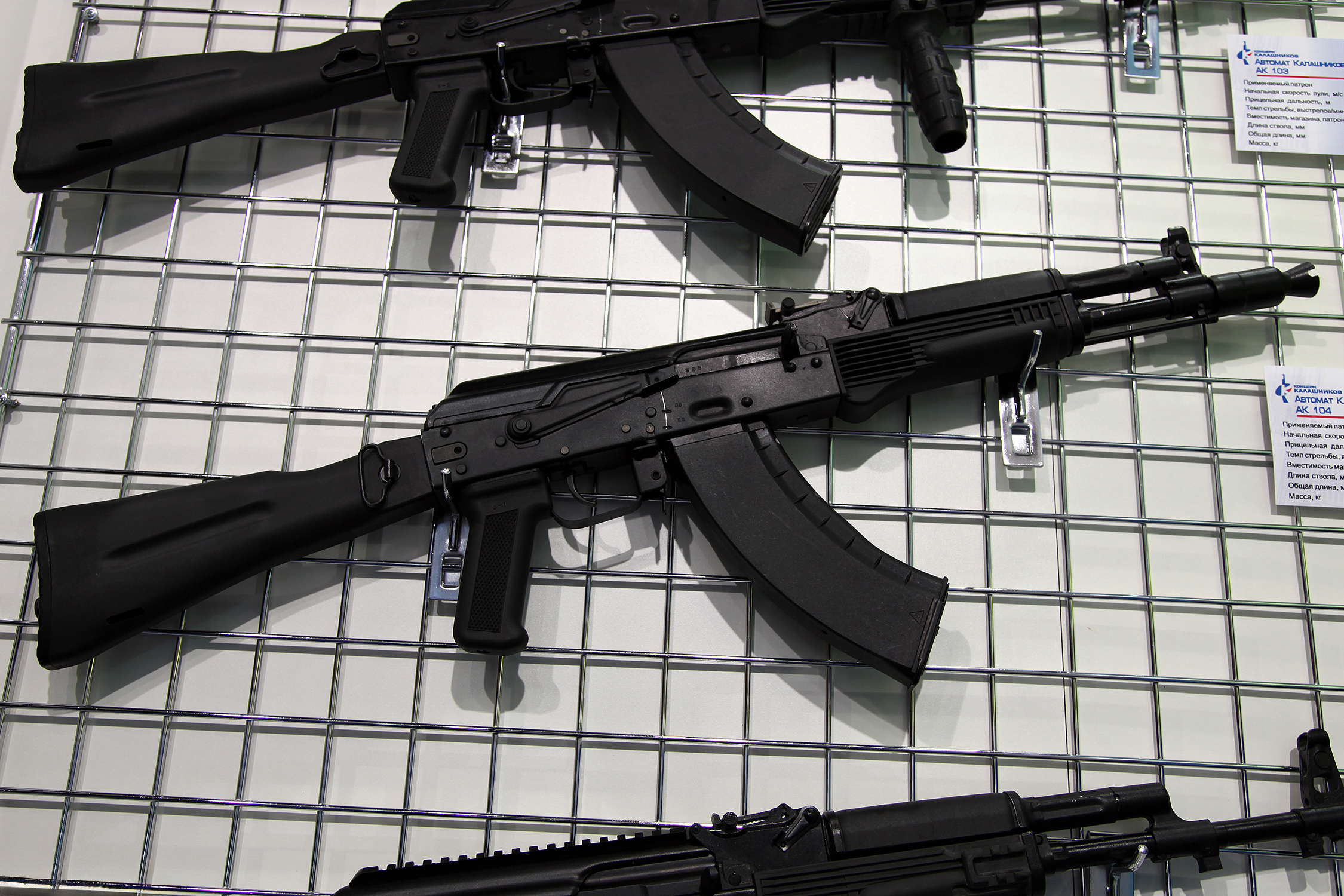
AK104
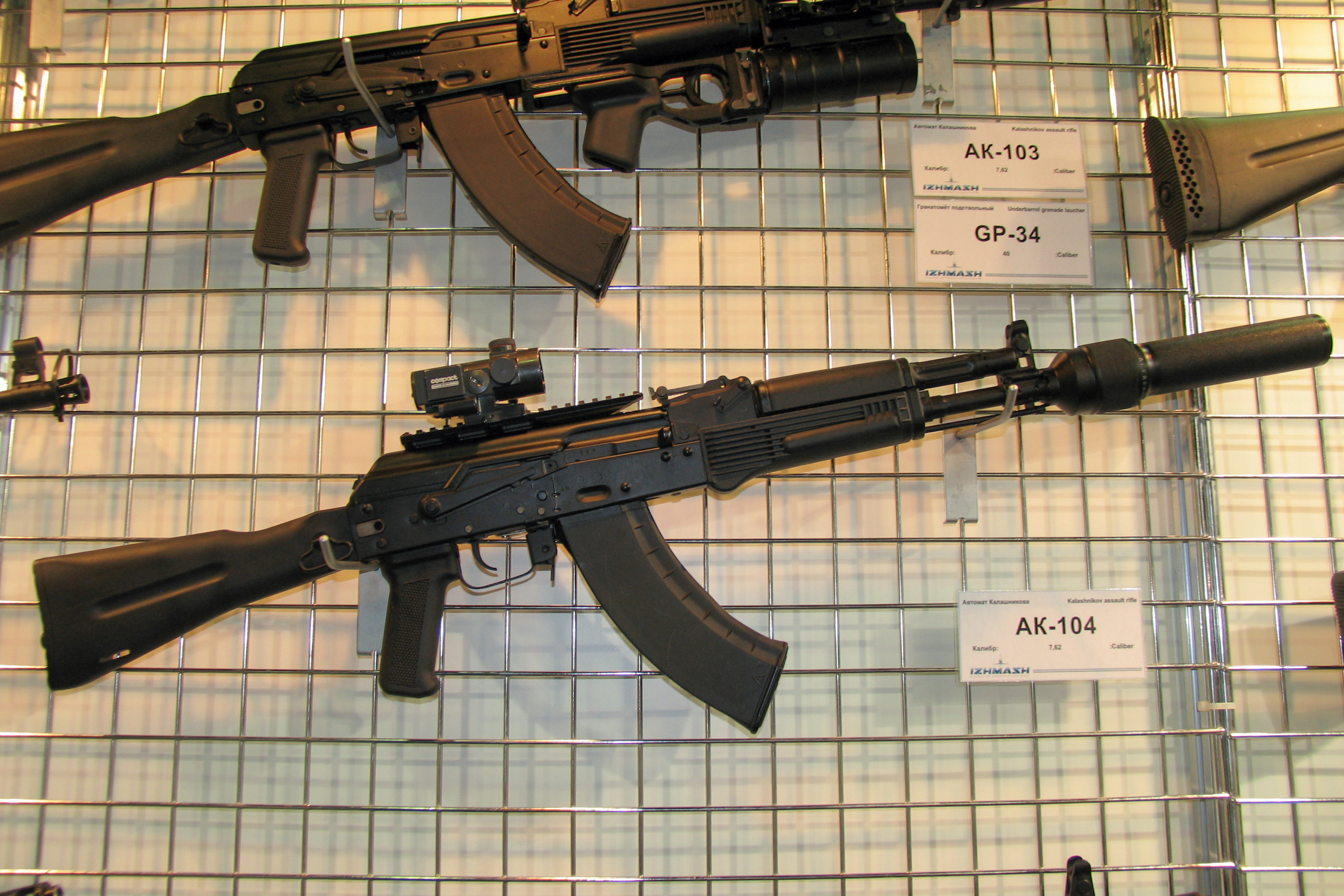
ピカティニーレールにレッドドットサイトが取り付けられ、銃身にATGサプレッサーが取り付けられたAK104
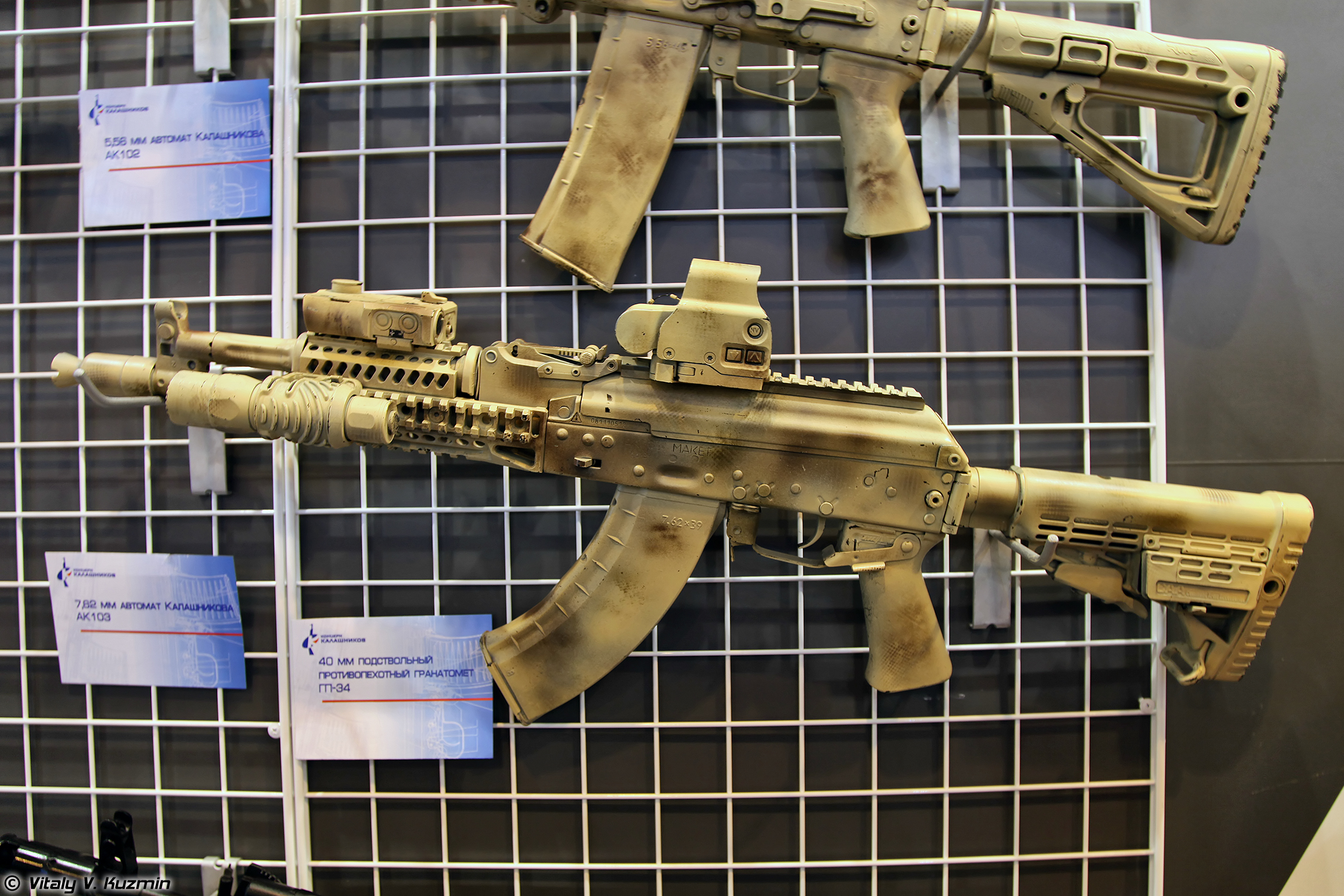
2014年防衛博覧会(Oboronexpo 2014)で展示されたAK104

## 登場作品

### 映画
『REDリターンズ』
ロシア連邦軍と主人公のフランク・モーゼズがAK103を使用するほか、モスクワ警察がAK104を使用する。
『ダイ・ハード/ラスト・デイ』
序盤、裁判所を警備するOMOH隊員がAK103を所持しているほか、チャガーリンの手下が裁判所を襲撃した際にタクティカルライトとフォアグリップを装着したAK104を使用する。
中盤、ホテルでの戦闘の際にもチャガーリンの手下が同一モデルを使用しており、主人公のジョン・マクレーンが奪って使用する。また、息子のジョンもAK104を使用するが、何も装着されておらず、何故か終始ストックを折り畳んで使用する。

### 書籍
『ゴルゴタ』（深見真）
日本に密輸されたものを、元特殊作戦群隊員である主人公の真田が購入する。民間軍事会社の傭兵が各種カスタムを施した中古品で、警視庁SATとの戦闘に使用される。

### ゲーム
『マーセナリーズ2 ワールド イン フレームス』
「アサルトライフル」の名称で登場する。ベネズエラ軍（ソラーノ軍）が使用する。
『Enlisted』
2021年 11月19日から23日にて行われたイベントモードにてソビエト軍が使用した。
『CoD:MWII』
Kastov 762の名称で登場。旧ソビエト連邦の構成国であった「kastovia」という架空の国で製造された銃という設定になっている。